# Ryūhō
Ryūhō – japoński lekki lotniskowiec z okresu II wojny światowej. Okręt został zwodowany w 1933 roku jako okręt-baza okrętów podwodnych. Po przebudowaniu go na lekki lotniskowiec wszedł do służby w Japońskiej Cesarskiej Marynarce Wojennej w 1942 roku.

## Służba
W grudniu 1942 roku został storpedowany, ale nie zatonął. Jego jedyną akcją bojową był udział w bitwie na Morzu Filipińskim, gdzie odniósł lekkie uszkodzenia. Odbył też ostatni rejs lotniskowca Japońskiej Cesarskiej Marynarki Wojennej poza wody macierzyste Japonii dostarczając na Tajwan samoloty kamikaze MXY7 Okha. Został uszkodzony w marcu 1945 roku i resztę wojny spędził w suchym doku. Zezłomowany w latach 1946–1947.